# Дуейн Еди
Дуейн Еди (на английски: Duane Eddy) е американски рокендрол китарист.
Той е роден на 26 април 1938 година в Корнинг, щата Ню Йорк.
Започва музикалната си кариера от ранна възраст и в края на 1950-те и началото на 1960-те години издава няколко много успешни записа, превръщайки се в основна фигура на инструменталния рок.
През 1986 година получава награда Грами за най-добър рок инструментал за своята пиеса „Peter Gunn“.